# Calcul de coin de table
Un calcul de coin de table est un calcul rapide et approximatif. Son nom se réfère au peu de place dont on a besoin pour le mener à bien. Un tel calcul est plus précis qu'une simple conjecture mais moins qu'un calcul rigoureux ou une preuve mathématique. La caractéristique déterminante d'un calcul de coin de table est l'utilisation d'hypothèses simplificatrices.

## Histoire
En sciences naturelles, le calcul de coin de table est souvent associé au physicien Enrico Fermi, qui était connu pour mettre en évidence des méthodes permettant d'estimer le résultat d'équations scientifiques complexes avec un bon ordre de grandeur à partir de calculs simples. Il a ensuite développé une série d'échantillons de calcul, appelés « questions de Fermi » ou « calculs au dos d'une enveloppe », utilisés pour résoudre les problèmes de Fermi,.
Fermi était réputé pour ses réponses rapides et précises à des problèmes qui mettaient ses confrères en difficulté. Le cas le plus célèbre est survenu lors du premier essai de la bombe atomique au Nouveau-Mexique le 16 juillet 1945. Lorsque l'onde de choc lui parvint, Fermi laissa tomber des bouts de papier ; en mesurant la distance parcourue par ceux-ci, il put, en se référant à une table précédemment établie, évaluer le rendement énergétique de la bombe à environ 10 kilotonnes de TNT ; le résultat mesuré était de 18,6 kilotonnes.
L’exemple le plus influent de ce type de calcul est probablement celui réalisé sur une durée de quelques heures par Arnold Wilkins après avoir été invité à examiner un problème par Robert Watson Watt. Watt avait appris que les Allemands prétendaient avoir inventé un rayon mortel basé sur les ondes radio, mais les calculs de Wilkins, tenant sur une seule page, démontraient qu'une telle chose était presque certainement impossible. Lorsque Watt demanda quel rôle la radio pourrait jouer, Wilkins répondit que cela pourrait être utile pour la détection à longue distance, suggestion qui a conduit au développement rapide du radar et du système Chain Home.
Un autre exemple est la brochure de Victor Weisskopf intitulée Modern Physics from an Elementary Point of View. Dans ces notes, Weisskopf a utilisé des calculs de coin de table pour calculer la taille d'un atome d'hydrogène, d'une étoile et d'une montagne, le tout à l'aide de la physique élémentaire.

## Exemples
Charles Townes, lauréat du prix Nobel de physique, décrit dans un entretien vidéo à l'Université de Californie à Berkeley, pour le 50e anniversaire du laser, comment il a tiré une enveloppe de sa poche alors qu'il était assis dans un parc et a noté des calculs alors qu'il venait d'avoir l'idée du laser.
Un important protocole Internet, le Border Gateway Protocol, a été mis au point en 1989 par des ingénieurs au dos de « trois serviettes tachées de ketchup », et est toujours connu sous le nom de « protocole à trois serviettes ».
UTF-8, le codage de caractères dominant sur le World Wide Web, a été conçu par Ken Thompson et Rob Pike sur un napperon.
Le pont Bailey est un type de pont en treillis, préfabriqué et portable, largement utilisé par les unités de génie militaire britanniques, canadiennes et nord-américaines. Donald Bailey en a dessiné le schéma original au dos d’une enveloppe.
La courbe de Laffer, destinée à montrer la relation entre les réductions d'impôt et les revenus du gouvernement, a été dessinée par Arthur Laffer en 1974 sur une serviette en papier pour montrer au président Gerald R. Ford pourquoi le gouvernement fédéral devrait réduire les impôts.